# William Baird
William Baird (fl. XIX-XX secolo) è stato un calciatore britannico, di ruolo portiere, che vinse il primo campionato della storia del calcio italiano. In alcune fonti è citato con il nome di James.

## Carriera
Socio del Genoa, giocò con i Grifoni nella stagione del 1898, nella quale si aggiudicò il primo campionato italiano di calcio.
Giocò entrambe le partite di campionato che il Genoa disputò l'8 maggio 1898, subendo una rete.
Al termine della stagione Baird abbandonò l'attività agonistica.

## Palmarès

### Calciatore

#### Club

##### Competizioni nazionali
- Campionato italiano: 1

Genoa: 1898